# Онд
Онд (фр. Ondes, окс. Ondas) — коммуна во Франции, находится в регионе Юг — Пиренеи. Департамент — Верхняя Гаронна. Входит в состав кантона Гренад. Округ коммуны — Тулуза.
Код INSEE коммуны — 31403.

## География
Коммуна расположена приблизительно в 570 км к югу от Парижа, в 23 км к северо-западу от Тулузы.
По территории коммуны протекает река Гаронна.

## Климат
Климат умеренно-океанический. Зима мягкая и снежная, весна характеризуется сильными дождями и грозами, лето сухое и жаркое, осень солнечная. Преобладают сильные юго-восточные и северо-западные ветры.

## Население
Население коммуны на 2010 год составляло 740 человек.
| 1962 | 1968 | 1975 | 1982 | 1990 | 1999 | 2010 |
| ---- | ---- | ---- | ---- | ---- | ---- | ---- |
| 338  | 411  | 386  | 402  | 478  | 684  | 740  |

## Экономика
В 2010 году среди 532 человек трудоспособного возраста (15—64 лет) 368 были экономически активными, 164 — неактивными (показатель активности — 69,2 %, в 1999 году было 74,0 %). Из 368 активных жителей работали 348 человек (190 мужчин и 158 женщин), безработных было 20 (11 мужчин и 9 женщин). Среди 164 неактивных 117 человек были учениками или студентами, 18 — пенсионерами, 29 были неактивными по другим причинам.

## Достопримечательности
- Церковь Св. Иоанна Крестителя[фр.] (XIX век). Исторический памятник с 1984 года[4]

## Фотогалерея

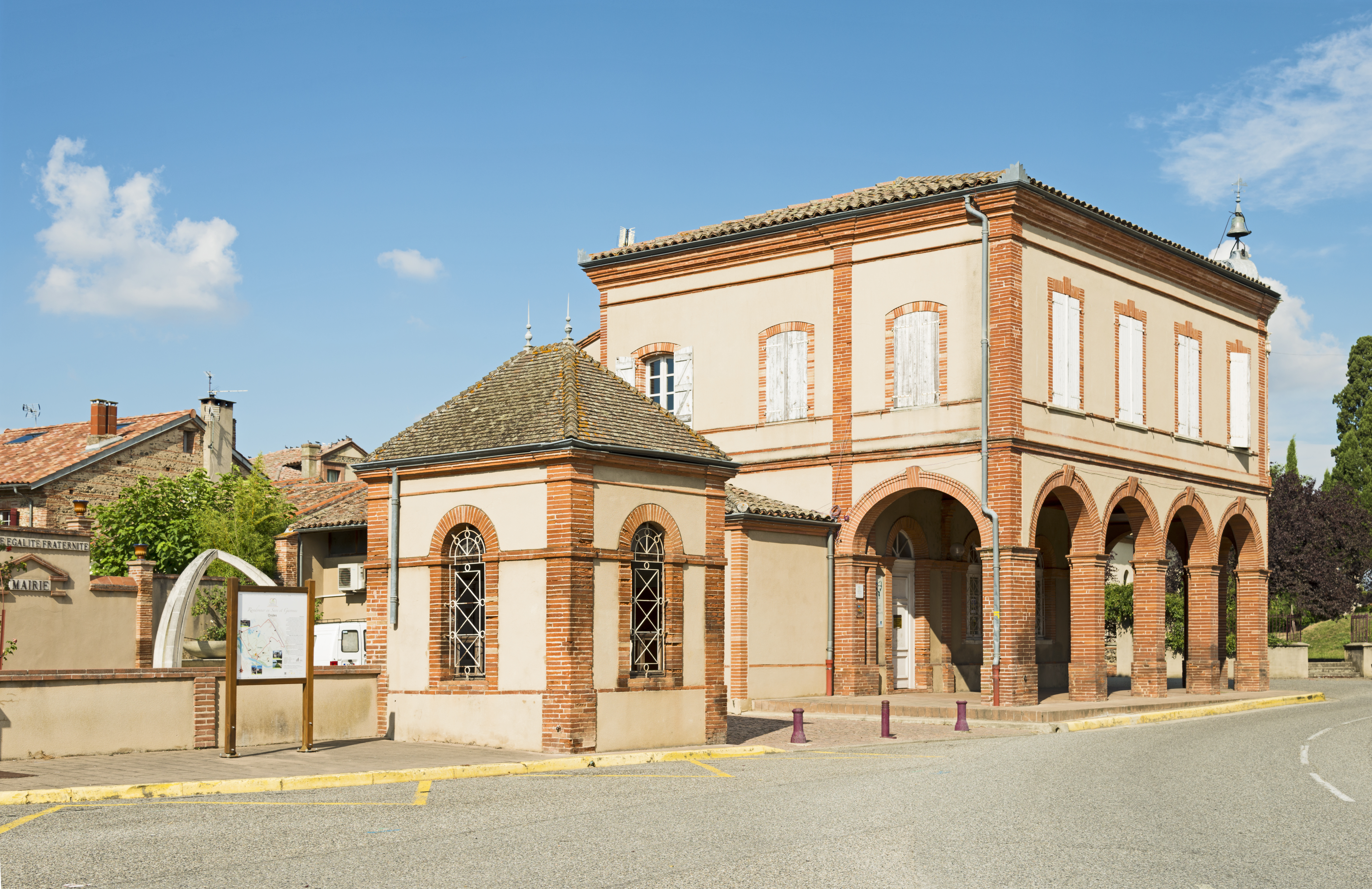
Мэрия
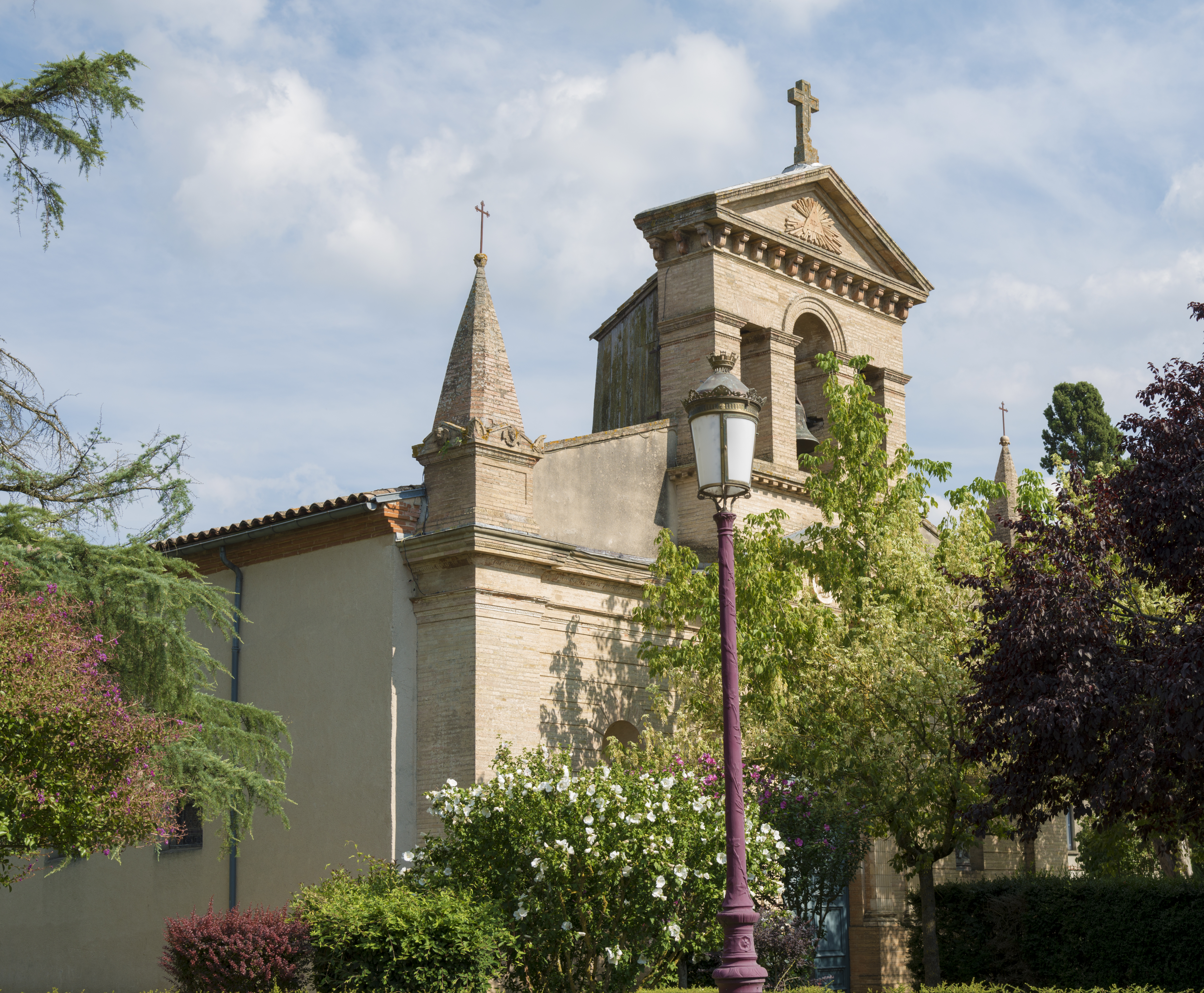
Церковь Св. Иоанна Крестителя
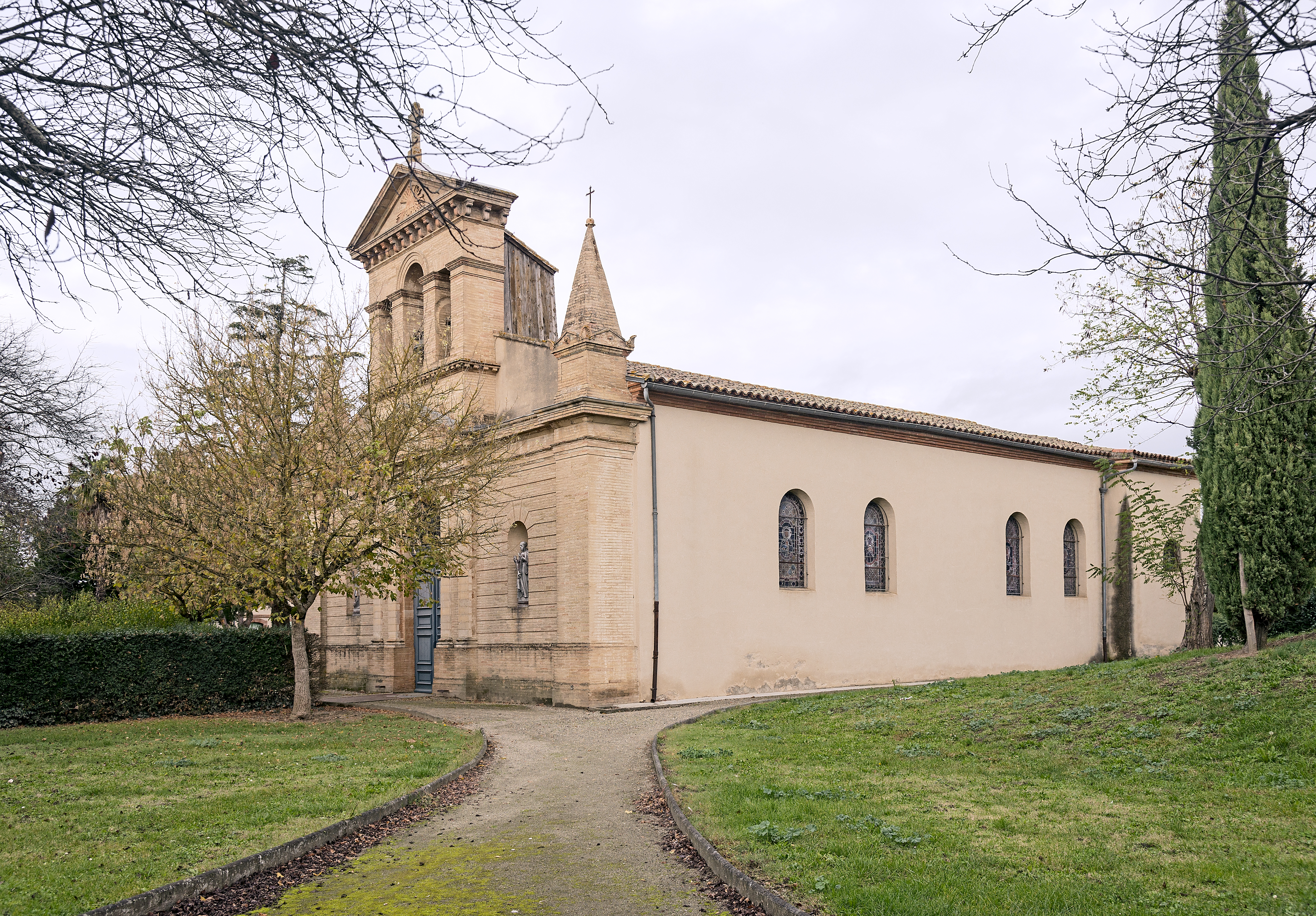
Церковь Св. Иоанна Крестителя
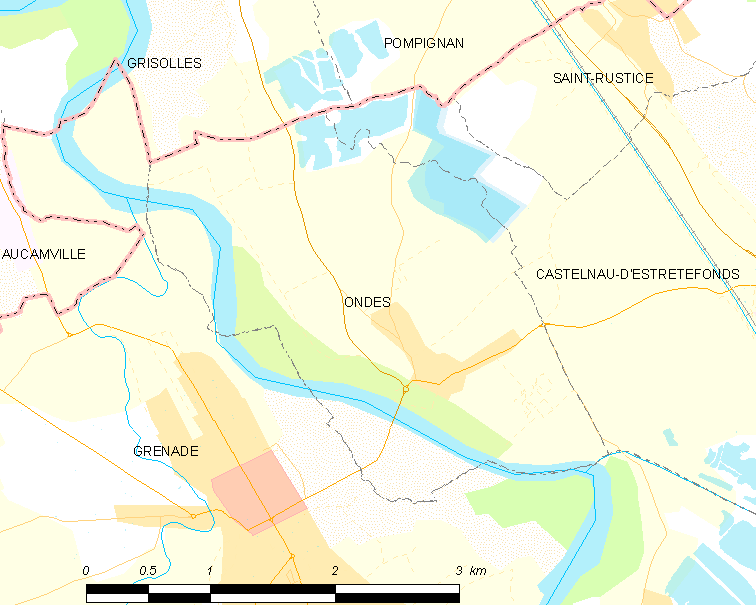
Карта коммуны